# ウィール・ビー・トゥゲザー・アゲイン
「ウィール・ビー・トゥゲザー・アゲイン」(We'll Be Together Again) は、カール・T・フィッシャーの作曲、フランキー・レインの作詞により、1945年に発表されたポピュラー音楽の楽曲。
この曲を作った当時、フィッシャーは、レインの専属ピアニスト兼音楽監督であり、レインは求めに応じて、フィッシャーが作った曲に歌詞を載せた。最初にこの曲を吹き込んでリリースしたのはパイド・パイパーズとレインであるが、以降、数多くの有名な歌手がこの曲を取り上げており、ビリー・ホリデイ、フランク・シナトラ、ルイ・アームストロング、ルー・ロウルズ、トニー・ベネットなどによる録音がある。

## おもな録音
- トニー・ベネットとビル・エヴァンス - The Tony Bennett/Bill Evans Album (1975)
- レイ・チャールズとベティ・カーター（英語版） - Ray Charles and Betty Carter (1961)
- ジューン・クリスティ/ジョニー・ガルニエリ（英語版）・クインテット - A Friendly Session, Vol. 3 (2000)
- バーバラ・クック（英語版） - All I Ask of You (1999)[2]
- ビング・クロスビー - 1956年に[3]、ラジオの冠番組『The Bing Crosby Show』用に吹き込み、後に2009年にモザイク・レコード（英語版）のボックス・セット『The Bing Crosby CBS Radio Recordings (1954-56)』 (catalog MD7-245) に収録された[4]。
- スコット・ハミルトン（英語版） - The Best Things In Life (2015)
- ヤン・ハーベック（英語版） - Copenhagen Nocturne (2013)
- ビリー・ホリデイ - All or Nothing at All (1959)
- レナ・ホーン - We'll Be Together Again (1994)
- スタン・ケントン - On AFRS: 1944-45 (vocal: Gene Howard)
- カリン・クロッグ（英語版）とスティーヴ・クーン（英語版） - Together Again (2006)
- カーメン・マクレエ - Torchy!/Blue Moon (1999)
- パット・マルティーノ/ギル・ゴールドスタイン - We'll Be Together Again (1976)
- アニタ・オデイ - Anita Sings the Most (1957, reissued 1994)
- ダイアン・シューア（英語版） - Diane Schuur & the Count Basie Orchestra (1987)
- フランク・シナトラ - Songs for Swingin' Lovers! (1956)
- ロッド・スチュワート - ザ・グレイト・アメリカン・ソングブック (It Had To Be You: The Great American Songbook) (2002)

## テレビ番組の最終回における使用
曲名の「We'll Be Together Again」は、「いつかまたお会いしましょう」といった含意であり、アメリカ合衆国ではテレビ番組の最終回に、この曲が使用されることがある。
この曲は、長寿番組として知られていた昼間のソープ・オペラ2作品それぞれの最終回で使用された。1980年2月1日、CBSの『Love of Life』の最終回ではトニー・ベネットのバージョンが使用された。この曲は、最後のクレジットタイトルで流れ、長くこの番組のディレクターを務めたラリー・アワーバックが誰もいないセットの中を歩いていく姿が映された。1986年12月26日、NBCの『Search for Tomorrow』の最終回では、ルー・ロウルズのバージョンが使用された。こちらでは、最後のクレジットタイトルで主役のジョアン (Joanne) を演じたメアリー・スチュアートが視聴者にお別れの挨拶をし、番組視聴への感謝を述べた。
レイ・チャールズとベティ・カーターのバージョンは、1989年5月14日に放送されたABCの『こちらブルームーン探偵社 (Moonlighting)』の最終回で、番組の最後に、直近5シーズンの名場面のモンタージュに合わせて流された。